# Нина-тауэр
Нина-тауэр (кит. 如心廣場) — восьмидесятиэтажный небоскрёб в Гонконге, высотой 318,8 метров. Расположен в Цюаньване (Чхюньване). Предполагалось, что это будет самое высокое здание в мире и оно будет иметь высоту 518 метров, однако из-за близкого расположения к аэропорту Чхеклапкок высота здания была уменьшена до теперешних 318,8 метров. По состоянию на 2015 год Нина-тауэр является 6-м по высоте зданием Гонконга, 59-м по высоте зданием в Азии и 74-м по высоте в мире.
Владельцы здания, Chinachem Group, изменили конструкцию и приняли решение о строительстве двух башен. Эти две башни символизируют владельцев Chinachem Group — Тэдди Вонга (80-этажная башня) и Нину Вонг (42-этажная башня), которая умерла в 2007 году. Несмотря на разные имена, весь комплекс носит название Нина-тауэр. Строительство продолжалось с 2000 по 2007 год.